# Natal Open
Het Natal Open was een golftoernooi in Zuid-Afrika. Het maakte de laatste jaren deel uit van de Sunshine Tour.
Pas in 1963 mocht de gekleurde Sewsunker Sewgolum aan golftoernooien meedoen die voorheen alleen voor blanken bestemd waren. Hij won dat eerste jaar het Natal Open. De prijsuitreiking moest echter ondanks de regen buiten plaatsvinden omdat kleurlingen nog niet het clubhuis inmochten. Dat jaar speelde hij ook het Brits Open, waar hij op de 13de plaats eindigde. Toen hij twee jaar later wederom het Natal Open won, was de prijsuitreiking ook weer buiten, ditmaal zonder regen.

## Winnaars
| - 1925: Jock Brews - 1926: ? - 1927: ? - 1928: ? - 1929: ? - 1930: ? - 1931: ? - 1932: ? - 1933: ? - 1934: ? | - 1935: Bobby Locke Am - 1936: Bobby Locke Am - 1937: ? - 1938: Otway Hayes - 1939: Jock Brews - 1940: ? - 1941: ? - 1942: ? - 1943: ? - 1944: ? | - 1945: ? - 1946: Otway Hayes - 1947: - 1948: Otway Hayes - 1949: Otway Hayes - 1950: ? - 1951: ? - 1952: ? - 1953: Bobby Locke - 1954: ? - 1955: Denis Hutchinson | - 1956: ? - 1957: ? - 1958: Gary Player - 1959: Gary Player - 1960: Gary Player - 1961: Alan Brookes - 1962: Gary Player - 1963: Sewsunker Sewgolum - 1964: ? - 1965: Sewsunker Sewgolum | - 1966: Gary Player - 1967: Cobie le Grange - 1968: Gary Player - 1969: Bobby Cole - 1970: Bobby Cole - 1971: Terry Westbrook - 1972(Jan): Tienie Britz - 1972(Dec): Bobby Cole - 1974: ? - 1975: John Fourie |

Andere winnaar: Sid Brews 4x 
Amatola Sun Classic · Atlantic Beach Classic · Bell's Player Championship · Bloemfontein Classic · Botswana Open · Bushveld Classic · Canon Classic · Coca-Cola Charity Championship · Cock of the North · Devonvale Classic · Emfuleni Classic · Eskom Power Cup · General Motors Open · Goldfields Powerade Classic · Goodyear Classic · Graceland Challenge · Highveld Classic · ICL International · Iscor Newcastle Classic · Kalahari Classic · Limpopo Classic · Lombard Tyres Classic · Mafunyane Trophy · Mercedes Benz Golf Challenge · Mount Edgecombe Trophy · Namibië Open · Namibia PGA Championship · Nashua Wild Coast Sun Challenge · Natal Open · Nelson Mandela Invitational · Northern Cape Classic · Observatory Classic · Palabora Classic · Parmalat Classic · Radio Algoa Challenge · Randfontein Classic · Rhodesian Masters · Riviera Resort Classic · Royal Swazi Sun Classic · Seekers Travel Pro-Am · South African Masters · South African Match Play Championship · South African Pro-Am Invitational · Spoornet Classic · Sun Coast Classic · Transvaal Open · Vodacom Golf Championship · Vodacom Open · Vodacom Players Championship · Vodacom Series · Vodacom Trophy · Western Cape Classic · Western Province Open